# Venturia carpophila
Espèce
Venturia carpophila est une espèce de champignons, de la famille des Venturiaceae. Comme les autres espèces du genre Venturia, c'est un phytopathogène, il provoque des taches de rousseur, des taches noires, la gale du pêcher (en) et la gale noire du pêcher. Il a une répartition cosmopolite.
L'espèce a été décrite en 1961 par la mycologue australienne Eileen E. Fisher.